# Brughiera

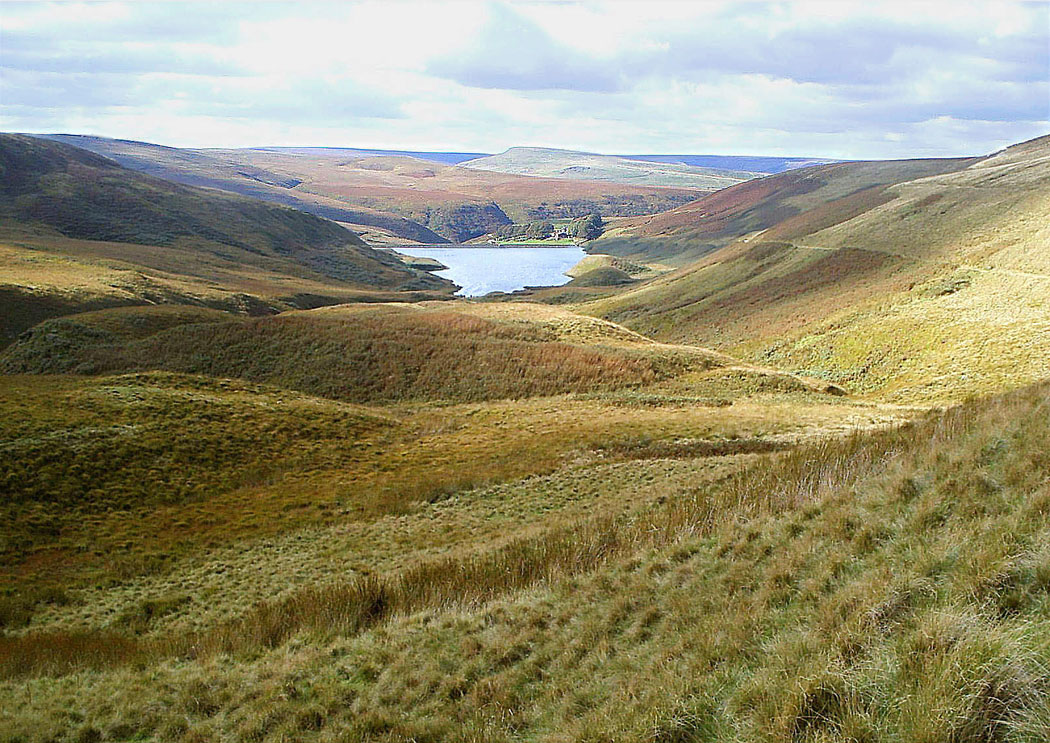
Brughiera sui Monti Pennini in Inghilterra.

La brughiera è un tipo particolare di associazione vegetale, caratterizzata dal brugo (Calluna vulgaris; viene chiamata infatti anche landa a brugo), propria di suoli acidi con scarsa presenza di humus e caratterizzata da una vegetazione erbacea e arbustiva. Le brughiere sono habitat diffusi in Europa occidentale, nell'Africa tropicale, nell'Asia centrale, nell'Australia settentrionale e in America settentrionale. Nell'Italia settentrionale è chiamata anche groana, e magredo in Friuli (magrêt in lingua friulana, termine che significa magro, arido). Esistono altri tipi di associazioni vegetali prive di alberi ma ricche di arbusti, che vanno però tenute distinte dalla vera brughiera.

## In Italia

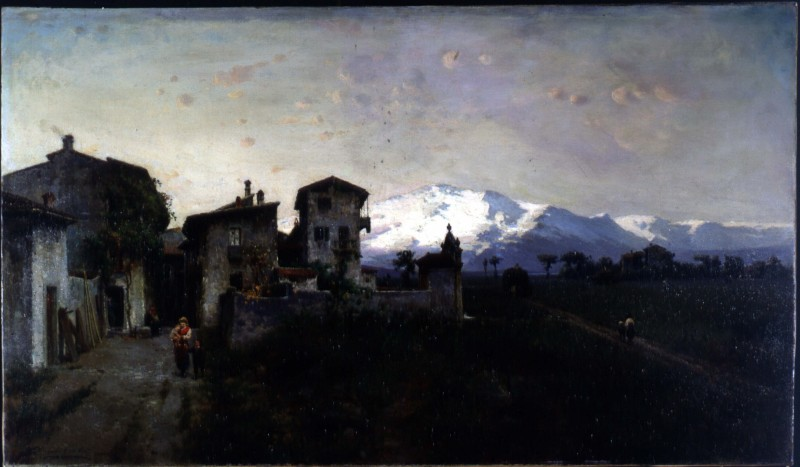
Ercole Calvi, Brughiera lombarda, 1887.

La tipica brughiera dell'Italia settentrionale è dominata dal brugo, da cui prende il nome, ma sono presenti anche specie di erica e di ginestra dei carbonai. Si tratta in genere di un terreno pianeggiante o di modesta altitudine (alta pianura padana), dei pendii collinari e montuosi vicini alla pianura e dei corridoi morenici delle Prealpi. Si tratta di un terreno acido, povero di sali solubili (geloide) e humus, frequentemente argilloso, arenoso o ferrettizzato. Nell'Italia nordorientale i terreni sono troppo ricchi di sali solubili (aloidi) per permettere una buona crescita della Calluna, per cui nelle zone calcaree la brughiera è sostituita da magredi di Graminacee dove il suolo è asciutto; nelle aree dove è maggiore l'umidità del suolo si hanno prati o anche acquitrini.
Il terreno è in genere inadatto alla vegetazione arborea e alla coltivazione e quindi di scarsissimo valore economico, a parte l'uso della terra di brughiera come terriccio; ciò nonostante possono essere presenti popolazioni sparse di rovere e betulla bianca, che rappresenterebbero la vegetazione originaria. In Friuli si trova una brughiera particolare: i magredi (Magrêts) nella provincia di Pordenone, tra il corso dei fiumi Cellina e Meduna.

### La vauda canavesana
La vauda è una zona simile alla baraggia che si trova nel Canavese. La riserva naturale orientata della Vauda, a poca distanza da Torino, è una riserva regionale che ha lo scopo di preservare questo ambiente. L'area si caratterizza per un'alternanza di zone umide e di brughiere, che talvolta, dove le condizioni di umidità del suolo lo consentono, assumono carattere quasi steppico.

### Il gerbido
Con la parola gerbido in Piemonte e nel Piacentino s'indica un'area inadatta alla vegetazione e alle coltivazioni perché arida, fredda e ventosa, popolata solo da arbusti tipici delle brughiere.

### Il vaccinieto
Con vaccinieto, o brughiera a mirtilli, si intende un habitat caratterizzato da suoli acidi e poveri di sali e di humus, diffuso principalmente sulle Alpi (Alpi Cozie, Alta Valtellina) e sull'Appennino tosco-emiliano, che rappresenta il limite meridionale di diffusione di questo ambiente. La flora è solitamente costituita da vegetazione arbustiva aperta, a crescita bassa, costituita prevalentemente da mirtillo blu, mirtillo nero, moretta comune ed erica baccifera. Vi si possono anche trovare in misura minore mirtillo rosso, licopodi, muschi e licheni. Raramente può essere presente anche il rododendro delle Alpi (Rhododendron ferrugineum). Si trova ad un'altitudine che può variare con la posizione geografica, comunque tipicamente al di sopra del limite dei boschi, tra i 1700 e i 2000 metri. Questo ambiente, che nei primi anni del XX secolo era quasi scomparso in Italia a causa dello sfruttamento dei terreni a uso pascolo, sta conoscendo, in questi ultimi anni, una ripresa dovuta essenzialmente al progressivo abbandono dei pascoli.

## In Europa continentale

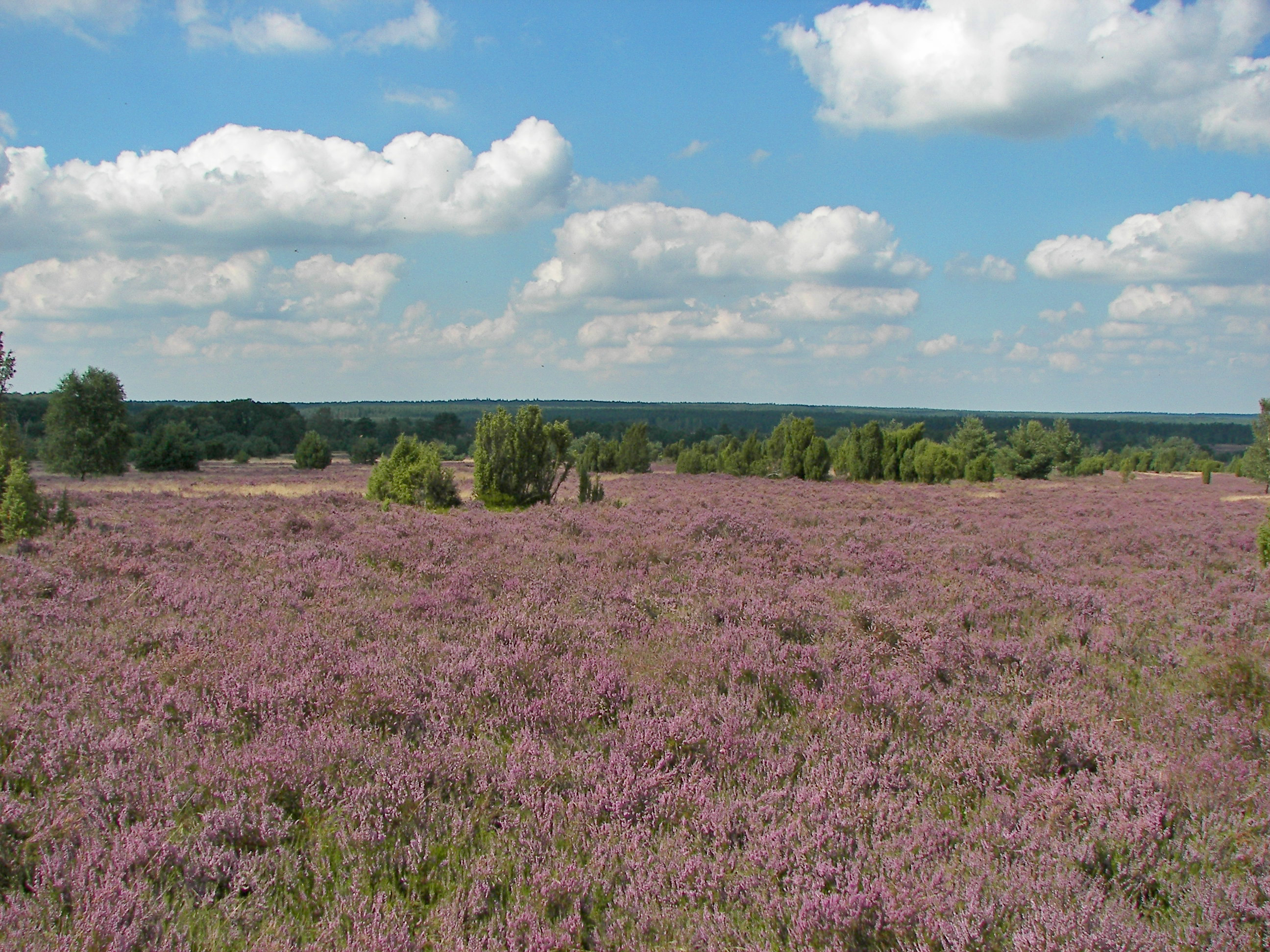
Brughiera di Luneburgo in Germania settentrionale.

Ambienti simili alle brughiere subalpine si ritrovano anche in altre parti d'Europa e sono relativamente povere di specie vegetali e animali. Alcune, come la Brughiera di Luneburgo (propriamente solo una parte della più vasta Landa di Luneburgo), sono in parte derivate dall'azione dell'uomo.

## Nelle isole britanniche
In inglese la brughiera si chiama moorland. Le brughiere sono molto diffuse sui territori collinari di Gran Bretagna ed Irlanda; le specie più frequenti sono anche qui le eriche e il brugo.

## Altre associazioni arbustive in Italia
Ambienti superficialmente simili alle brughiere si trovano anche nelle regioni a clima mediterraneo Toscana, Lazio, sul litorale calabrese, in Sicilia e in Sardegna, nonché in alcune zone interne dell'Appennino centrale e meridionale. In questo caso il clima, il suolo e le specie vegetali sono differenti, ma resta la condizione di suolo povero che non permette la formazione di foreste né l'impiego agricolo.
Questi ambienti prendono genericamente il nome di gariga.